# Сімович Оксана Іванівна
Сімо́вич Окса́на Іванівна (уроджена Бо́йко; 13 серпня 1914, Тернопіль — 15 січня 1986, Філадельфія) — українська скрипалька, педагог, громадська діячка.

## Життєпис
Від 15 років виступала як солістка в концертах. Музичну освіту здобула в консерваторіях у містах Станіслав (1939, нині Івано-Франківськ), Варшава (1942, Польща), Відень (1945—1947, Австрія), Філадельфія (1950-і, США). Викладала в Українському музичному інституті у Станіславі (1939—1942), Музичному інституті у Львові (1942—1943). 1940-і — солістка симфонічного Оркеструв Мюнхені, де також вела майстерклас.
1949 року еміґрувала до США; у Філадельфії працювала в музичній школі (1950—1960), від 1953 року — в Українському музичному інституті. Як музичний оглядач виступала в часописах «Америка», «Наше життя», «Свобода», «Шлях» та інших.